# Tour du Valromey
Le Tour du Valromey (dénomination UCI : Ain Bugey Valromey Tour) est une course cycliste par étapes française créée en 1988 et qui est disputée uniquement par des juniors (17/18 ans).
Disputée en juillet sur quatre jours jusqu'en 2016, l'épreuve passe sur six étapes en 2017.

## Palmarès depuis 1995
| Année | Vainqueur               | Deuxième             | Troisième             |
| ----- | ----------------------- | -------------------- | --------------------- |
| 1995  | Julien Chenal           | F. Martel            | C. Carbu              |
| 1996  | Andy Flickinger         | David Huby           | Sébastien Dejean      |
| 1997  | Franck Havidic          | Mathieu Rivory       | Jimmy Engoulvent      |
| 1998  | Mickaël Bouget          | Laurent Debaene      | Manuel Michot         |
| 1999  | Hannes Genze            | Bruno Büetiger       | Jochen Käß (de)       |
| 2000  | L. Saint-Cyr            | Fabien Fraissignes   | David Binnig          |
| 2001  | Mathieu Claude          | Paul Martens         | Thomas Schumacher     |
| 2002  | Thierry Hupond          | Stéphane Gonçalves   | Gilles Noirjean       |
| 2003  | Sébastien Pillon        | Pius Epp             | Sylvain Moenne-Loccoz |
| 2004  | Michiel Van Aelbroeck   | Kevin Seeldraeyers   | Paweł Cieślik         |
| 2005  | Guillaume Bonnafond     | Dennis Vanendert     | Dimitri Claeys        |
| 2006  | Fabrice Naert           | Dominik Nerz         | Romain Cherruault     |
| 2007  | Dominik Nerz            | Yannick Eijssen      | Romain Cherruault     |
| 2008  | Axel Domont             | Thomas Op de Beeck   | Dries Beatse          |
| 2010  | Mario Vogt              | Romain Guyot         | Pierre Latour         |
| 2011  | Calvin Watson           | Nicolas Carret       | Yvan Callaou          |
| 2012  | Nans Peters             | Benjamin Jasserand   | Quentin Jauregui      |
| 2013  | Mathieu van der Poel    | Élie Gesbert         | Stepan Kurianov       |
| 2014  | Victor Lafay            | Steff Cras           | Jonathan Couanon      |
| 2015  | Keagan Girdlestone (en) | Kevin Inkelaar       | Ward Jaspers          |
| 2016  | Niccolò Ferri           | Hadrien Degrandcourt | Clément Didier        |
| 2017  | Andrea Innocenti        | Xandres Vervloesem   | Matis Louvel          |
| 2018  | Álex Martín             | Henri Vandenabeele   | Kim Heiduk            |
| 2019  | Georg Steinhauser       | Axel Rome            | Milan Paulus          |
| 2020  | annulé                  | annulé               | annulé                |
| 2021  | Romain Grégoire         | Cian Uijtdebroeks    | Lenny Martinez        |
| 2022  | Emil Herzog             | Maxime Decomble      | Jan Christen          |
| 2023  | Andrew August           | Paul Seixas          | Ilian Barhoumi        |
| 2024  | Albert Withen Philipsen | Paul Seixas          | Lorenzo Finn          |
| 2025  | Noah Lindholm Møller    | Karl Herzog          | Benjamín Noval Suárez |